# NGC 5814
NGC 5814 ist eine 13,9 mag helle spiralförmige Radiogalaxie vom Hubble-Typ Sab im Sternbild Jungfrau. 
Sie wurde am 13. April 1828 von John Herschel entdeckt.